# Stipa bromoides
Stipa bromoides é uma espécie de planta com flor pertencente à família Poaceae. 
A autoridade científica da espécie é (L.) Dörfl., tendo sido publicada em Herbarium Normale Cent. 34: 129, no. 3386. 1897.

## Portugal
Trata-se de uma espécie presente no território português, nomeadamente em Portugal Continental.
Em termos de naturalidade é nativa da região atrás indicada.

## Protecção
Não se encontra protegida por legislação portuguesa ou da Comunidade Europeia.